# 634

## Догађаји
- Византијско-арапски ратови: цар Ираклије, болестан, немоћан и непопуларан у Православној цркви, није у стању да лично поведе византијску војску да се одупре муслиманском освајању Леванта. Он шаље свог брата Теодора да окупи снаге да поново заузме новоосвојене муслиманске територије. Монофизити и Јевреји широм Сирије поздрављају арапске освајаче, јер су незадовољни византијском влашћу.
- Краља Дагоберта I приморавају аустразијски племићи да на престо постави свог трогодишњег сина Сигеберта III, уступајући краљевску власт у Аустразији. Ослобађа се зависности од Пипина од Ландена, а своју власт проширује и на Бретонце.
- Еанфрита од Бернисије и његовог телохранитеља убио је краљ Кадвалон од Гвинеда, у покушају да преговара о миру. Еанфритов брат Освалд враћа се из 18-годишњег изгнанства у Дал Риати (модерна Шкотска), да би затражио круну Нортумбрије.
- Битка код Хевенфилда: Освалд, вероватно у пратњи снага Шкота (или Пикта), побеђује и убија Кадвалона са велшком војском у близини Хексама (северна Енглеска). Он поново уједињује Деиру са Бернисијом и постаје краљ Нортумбрије.
- Битка на мосту: Персијске снаге (10.000 људи) под Бахман Џадујом побеђују муслиманске Арапе на Еуфрату (близу Куфе). Поглед на слонове је успаничио муслимане и многи су убијени. Бахман не гони арапску војску која бежи.
- Битка код Фираза: Рашидунски Арапи (15.000 људи) под Халидом ибн ал-Валидом побеђују комбиноване снаге Византијског царства, Персијског царства и арапских хришћана (најмање 10 пута веће од Халидове војске) у Месопотамији (Ирак).
- Рашидунски калифат започиње исламско освајање Византијског царства, када муслиманске снаге под командом Абу Убаиде ибн ал-Јараха нападају Левант. Халид креће у Сирију из Ал-Хира, водећи са собом половину своје војске, око 8.000 војника.
- Битка код ал-Каријатајна: Муслимани Арапи под Халидом побеђују Гасаниде код Ал-Каријатајна, након што су се становници одупрли његовим предлозима. Његова војска осваја и пљачка град, пре него што је наставила да заузме друге градове у тој области.
- Битка код Марџ Рахита: Муслиманска арапска војска под Халидом побеђује византијске снаге (15.000 људи) и њихове савезнике Гасанида. После битке он шаље коњичку колону на периферију Дамаска, да опљачка регион.
- Битка код Босре: муслиманске снаге под Халидом опседају византијски и хришћански арапски гарнизон (12.000 људи) у Босри. После неколико дана град тврђава се предаје; Халид намеће плаћање данка становницима.
- Битка код Мараџ-ал-Дебаја: Муслиманска војска у близини Антиохије поклала је византијски конвој дамашчанских избеглица (10.000 људи). Мобилна гарда (елитна лака коњица) хвата велику количину броката.
- Краљевство Тујухун је нападнуто од стране кинеских снага под Ли Ђингом (династија Танг) током кампање цара Таизонга против Тујухуна, што је резултирало убиством њиховог вође (кана) Муронг Фујуна наредне године.
- Аидана од Линдисфарна, ирског мисионара, краљ Освалд је позвао из Јоне (Унутрашњи Хебриди) да успостави епископију на светом острву Линдисфарн и поново успостави хришћанство у Нортамбрији.
- Софроније постаје патријарх Јерусалима. Он шаље синодска писма папи Хонорију I и источним патријарсима, објашњавајући православно веровање, одричући се монотелитизма.

### Јануар
- Битка код Фираза
- јануар — Битка код Санита ел Кваба

### Фебруар
- 4. фебруар — Битка код Датина Рашидунске снаге под командом Језида ибн Аби Суфјана поразиле су хришћанске Арапе око Газе. Муслиманску победу славе локални Јевреји, који су били прогоњена мањина унутар Византијског царства.

### Април
- јун-јул — Битка код Босре
- 21. август – 19. септембар — Опсада Дамаска

### Јул
- 30. јул – Битка код Ајнадајна: Византијске снаге (90.000 људи према муслиманским изворима) под Теодором су поражене од Рашидунског калифата код Бејт Шемеша (данашњи Израел). Ираклије, који се налази у Емеси, бежи у Антиохију када је чуо вести о исходу битке.

### Август
- 23. август – Абу Бакр умире у Медини и наслеђује га Омар I, који постаје други халифа (халифа) Рашидунског калифата. Током своје владавине, Омар осваја Сирију, Персију и Египат у „светом рату“.

### Септембар
- 19. септембар – Опсада Дамаска: муслимански Арапи под Халидом освајају Дамаск као први већи град Византијског царства. Избеглице из Дамаска добијају гаранцију да ће се повући у Антиохију.